# Rothaargebirge

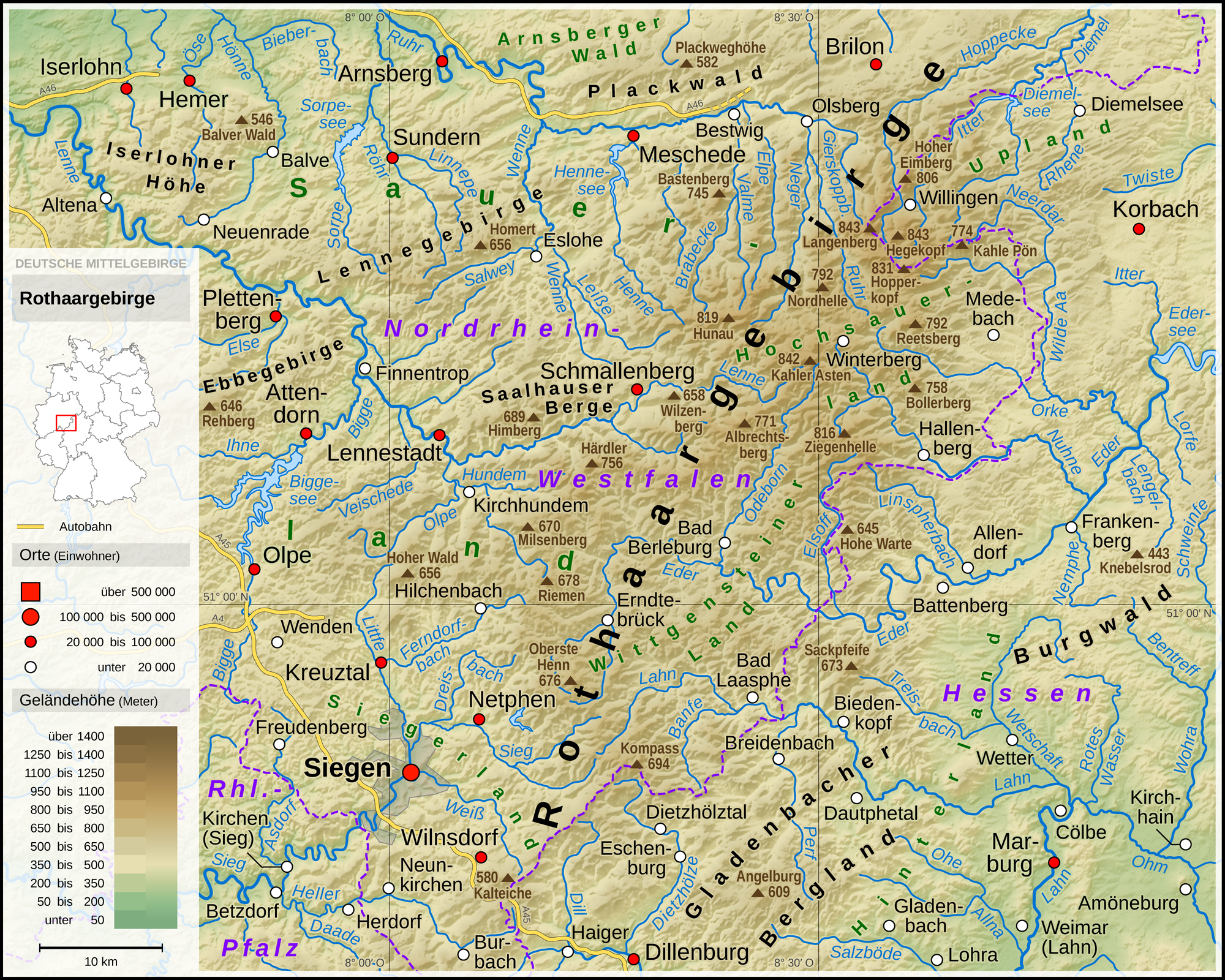
Rothaargebirge

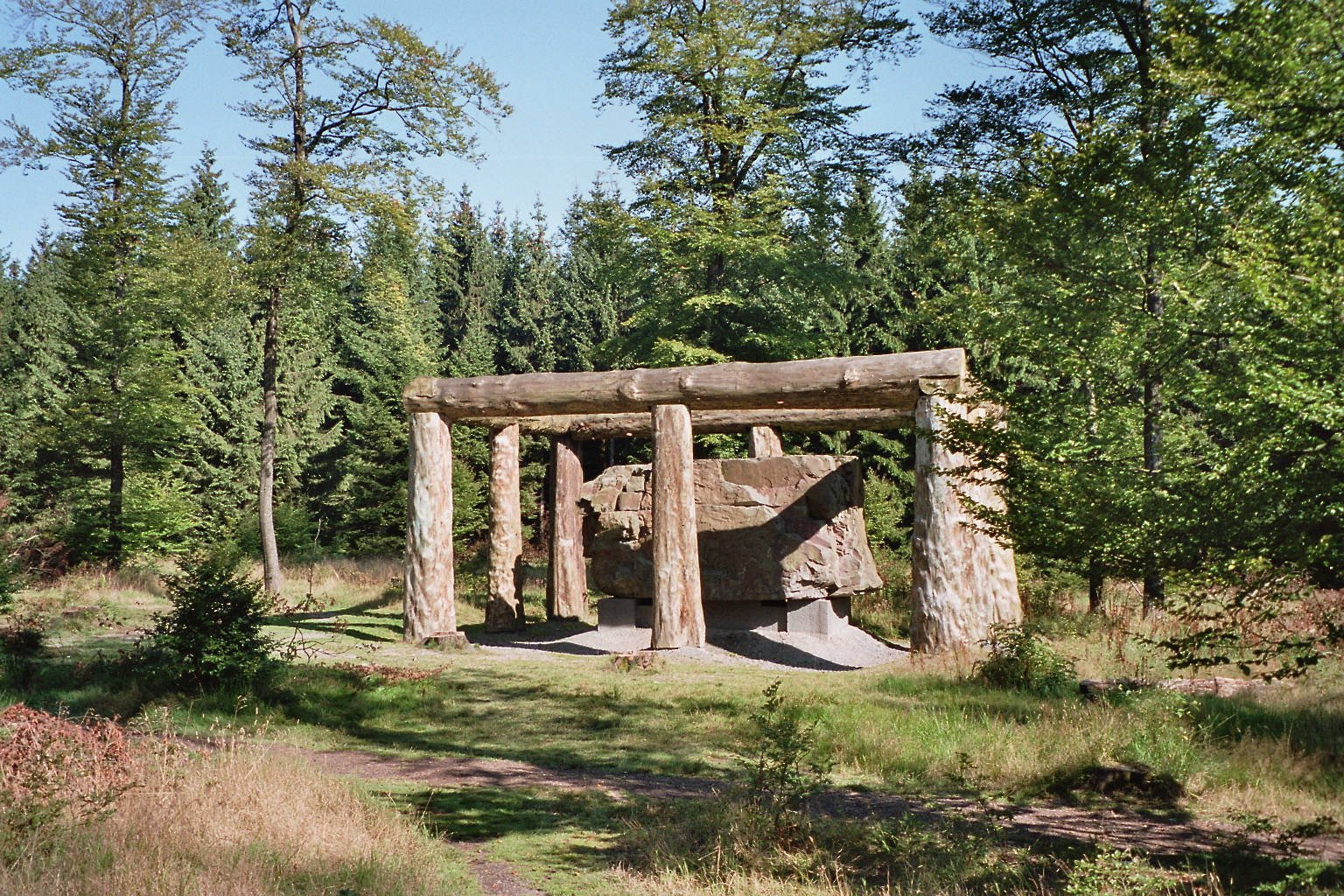
Rzeźba w Rothaargebirge

Rothaargebirge, Góry Rothaar – pasmo górskie w środkowych Niemczech (Nadrenia Północna-Westfalia i Hesja) w sąsiedztwie doliny rzek Lahn i Sieg. Część Pogórza Süder (niem. Süderbergland) w Reńskich Górach Łupkowych na Średniogórzu Niemieckim.
Wzniesienia w paśmie nie przekraczają 900 m n.p.m. Najwyższe szczyty to Langenberg (843,2 m n.p.m.), który jest także najwyższym szczytem Nadrenii Północnej-Westfalii oraz Hegekopf (842,9 m n.p.m.). U podnóża tych szczytów i na ich zboczach leży popularny kurort Willingen, gdzie na skoczni narciarskiej Mühlenkopfschanze odbywają się zawody Pucharu Świata.
W Rothaargebirge, w pobliżu miejscowości Winterberg, znajduje się źródło rzeki Ruhr. 